# Apistogramma guttata
Apistogramma guttata es una especie de peces de la familia Cichlidae en el orden de los Perciformes.

## Morfología
Los machos pueden llegar alcanzar los 3,6 cm de longitud total.

## Distribución geográfica
Se encuentran en Sudamérica al noreste de Venezuela, específicamente en ríos como el Morichal Largo.